# 6ixtynin9
6ixtynin9 é um filme de drama tailandês de 1999 dirigido e escrito por Pen-Ek Ratanaruang. Foi selecionado como representante da Tailândia à edição do Oscar 2000, organizada pela Academia de Artes e Ciências Cinematográficas.

## Elenco
- Lalita Panyopas - Tum
- Black Phomtong - Kanjit
- Tasanawalai Ongarittichai - Jim
- Sirisin Siripornsmathikul - Pen